# Marvin Jones
Marvin Jermaine Jones (Chicago, Illinois, 29 de diciembre de 1993) es un baloncestista estadounidense que pertenece a la plantilla del Bilbao Basket de la Liga ACB. Con 2,13 metros de estatura, juega en la posición de pívot.

## Trayectoria deportiva
Es un pívot formado a caballo entre Highland College, Kent State Golden Flashes y Texas Southern Tigers. Tras no ser elegido en el Draft de la NBA de 2017, fichó por el Kolossos Rodou BC para jugar en la A1 Ethniki.
En la temporada 2022-23, firma por el Hapoel Holon de la Ligat ha'Al israelí.
El 13 de julio de 2023, firma por el KK Budućnost Podgorica de la Liga Montenegrina de Baloncesto.
El 11 de julio de 2024, firma por el  Bilbao Basket de la Liga ACB.

## Logros y reconocimientos

### Clubes
Bilbao Basket
FIBA Europe Cup (1): 2025.